# 毛科 (匈牙利)
毛科（[ˈmɒkoː], 意第緒語： Makowe, 羅馬尼亞語：或）是匈牙利琼格拉德州的一个镇，位于毛罗什河畔，邻近罗马尼亚边境，面积229.23平方公里，人口25,619人（2002年）。